# Национальный союз африканцев Кении
Национа́льный сою́з африка́нцев Ке́нии (КАНУ; англ. Kenya African National Union, KANU) — политическая партия в Кении.

## История
Создана в 1960 преимущественно представителями народов кикуйю и луо как правопреемник Союза африканцев Кении (основан в 1944 году). Выступала с требованиями предоставления Кении независимости и проведения земельной реформы в интересах африканского населения.
Сформировала 1 июня 1963 года первое правительство африканского большинства. После получения страной независимости 12 декабря 1963 года КАНУ — правящая партия. В 1964—1966 гг. и 1969—1982 гг. де-факто, в 1982—1991 гг. де-юре единственная политическая партия Кении во главе с председателем (президентом страны).
После перехода к многопартийности 1993—2002 гг. партия парламентского большинства, в 2002—2007 гг. крупнейшая оппозиционная партия в парламенте. В 2007 году КАНУ присоединился к Партии национального единства — коалиции кенийских партий, образованной президентом страны Мваи Кибаки.
Изначально КАНУ была широким национально-освободительным движением, включавшим деятелей разной ориентации и декларировавшим африканский социализм, однако после 1965 года представители её левого крыла, в том числе Одинга Одинга, были вынуждены покинуть партию или были устранены, как Джосайя Мванги Кариуки. В контексте «Холодной войны» она заняла прозападную и капиталистическую ориентацию.
Бывший лидер партии Ухуру Кениата является действующим президентом Кении по результатам президентских выборов 4 марта 2013 года.
По результатам всеобщих выборов 8 августа 2017 года располагает 10 из 349 мест в Национальной ассамблее.

## Лидеры
Лидеры:
- 1960—1961 Джеймс Гичуру[англ.]
- 1961—1978 Джомо Кениата
- 1978—2005 Дэниэл арап Мои
- 2005—2013 Ухуру Кениата
- с 2013 года Гидеон Мои[англ.]